# Arnold Picker
Arnold M. Picker (29. září 1913 New York – 11. října 1989 Boston) byl americký filmový producent.
Pocházel ze židovské rodiny, jeho otec pracoval ve firmě Loews Cineplex Entertainment. Arnold Picker navštěvoval vysokou školu City College of New York a London School of Economics. Od roku 1935 působil ve filmovém studiu Columbia Pictures, kde řídil distribuci filmů do zahraničí, později byl viceprezidentem studia United Artists a když ho prezident Lyndon B. Johnson ho jmenoval do čela komise pro kulturu a vzdělávání začal se angažovat i v politice. Byl stoupencem Demokratické strany, přičemž v roce 1972 financoval prezidentskou kampaň Edmunda Muskieho. Štáb Richarda Nixona ho proto zařadil na první místo seznamu Nixonových nepřátel, jehož existence byla prozrazena při aféře Watergate.
V roce 1979 byl zvolen starostou floridského města Golden Beach. Byl jedním ze zakladatelů Amerického filmového institutu a předsedou Národního centra židovského filmu.
Jeho synovcem byl šéf Halcyon Studios David Victor Picker.